# Margaret Beaufort (1443–1509)

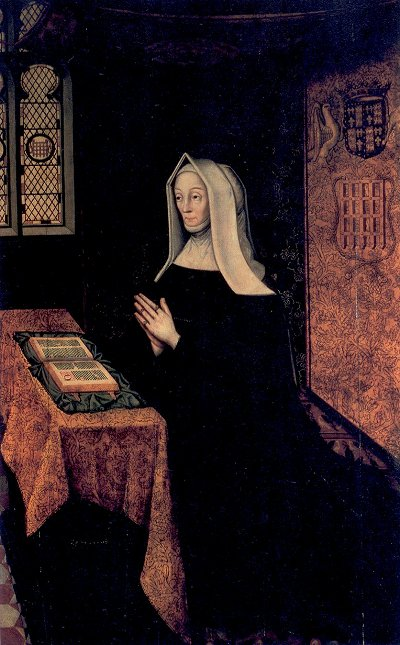
Meynnart Wewyck: Lady Margaret Beaufort
(um 1506). The Master’s Lodge, St. John’s College, Cambridge

Margaret Beaufort, Countess of Richmond and Derby (* 31. Mai 1443 auf Bletsoe Castle, Bedfordshire; † 29. Juni 1509), war eine englische Renaissancefürstin und Mutter des späteren Königs Heinrich VII. von England.

## Kindheit und Jugend
Lady Margaret war das einzige legitime Kind des John Beaufort, 1. Duke of Somerset (1404–1444) aus dessen Ehe mit Margaret Beauchamp († 1482).
Im Jahr 1450 wurde sie als Siebenjährige mit John de la Pole (1442–1492), dem späteren 2. Duke of Suffolk, verlobt, diese Verbindung wurde aber bereits nach kurzer Zeit wieder gelöst, als ihr Cousin Henry VI. die Vormundschaft über sie an seine Halbbrüder Edmund Tudor, 1. Earl of Richmond und Jasper Tudor, Earl of Pembroke, gab.
Mit einem Einkommen von 1000 Pfund im Jahr war Margaret die reichste Erbin in England und außerdem als direkte Nachfahrin von John of Gaunt und Eduard III. von königlichem Blut – mithin eine sehr gute Partie. Heinrich VI., der nur ein einziges Kind hatte, beschloss, dass sein Halbbruder Edmund das junge Mädchen heiraten sollte, um die Position der königlichen Familie zu stärken. Der mehr als doppelt so alte Edmund heiratete am 1. November 1455 die erst zwölfjährige Margaret. Zwölf war das gesetzliche Mindestalter zur Verheiratung von Mädchen. Margaret lebte nun mit Edmund in Wales und wurde kurz vor ihrem 13. Geburtstag schwanger.
Etwa zur selben Zeit brachen die Rosenkriege zwischen den Häusern Lancaster, zu dem Margaret und der König gehörten, und York um den englischen Thron aus. Edmund Tudor wurde mit der Sicherung walisischer Burgen für den König beauftragt. Im Oktober 1456 wurde er auf Carmarthen Castle gefangen genommen, eingesperrt und starb genau ein Jahr nach der Hochzeit an der Pest. Margaret, nun hochschwanger und verwitwet, floh zu ihrem Schwager Jasper Tudor nach Pembroke Castle.
Dort gebar sie am 28. Januar 1457, im Alter von 13 Jahren, ihren Sohn Henry Tudor. Dass sowohl das Kind als auch die zart gebaute, noch nicht ausgewachsene Margaret überlebten, grenzte fast an ein Wunder in einer Zeit, in der viele Frauen im Kindbett starben und die Säuglingssterblichkeit hoch war. Margaret nahm bei der Geburt jedoch solchen Schaden, dass sie trotz zweier weiterer Ehen nie wieder schwanger wurde.
Im Jahr 1458 heiratete sie Henry Stafford († 1471), den zweitältesten Sohn von Humphrey Stafford, 1. Duke of Buckingham. Als Pembroke Castle während der Rosenkriege in die Hände der Anhänger Yorks fiel, wurde die Vormundschaft ihres fünfjährigen Sohnes Henry an William Herbert, den neuen Earl of Pembroke, verkauft.
1472, nur ein Jahr nach dem Tod von Henry Stafford, heiratete sie Thomas Stanley, 2. Baron Stanley.

## Schaffen
Im Anschluss an die Schlacht von Tewkesbury im Mai 1471, in der ihre gesamte Familie ausgelöscht wurde und Henry über Nacht zum einzigen lebenden Repräsentanten des Hauses Lancaster wurde, brachte Jasper Tudor den Fünfzehnjährigen am 2. Juni von Tenby in die Bretagne.
Nachdem König Edward IV. um Ostern 1483 starb, sein Bruder Richard, Duke of Gloucester, den Thron bestieg und seine beiden Neffen in den Tower sperren ließ, trat Margaret mit Eduards Witwe Elizabeth Woodville in Kontakt und arrangierte die Verlobung ihres Sohnes Henry mit der ältesten Königstochter Elizabeth von York gegen die garantierte Unterstützung Henrys durch die mächtige Familie der Königin.
Im Sommer 1483 schlug sich auch der Duke of Buckingham, bisher einer der wichtigsten Parteigänger Richards III., auf ihre Seite. Doch noch vor Ende September erfuhr König Richard von den Plänen – der Coup flog auf und Buckingham wurde hingerichtet. Margaret entkam diesem Schicksal nur dank der einflussreichen Familie ihres dritten Mannes, Thomas Stanley, 1. Earl of Derby. Stattdessen wurden ihr ihre Bediensteten entzogen und jeglicher Kontakt mit ihrem Sohn unterbunden. 
Als dieser im August 1485 in Südwales landete, wechselten Thomas Stanley und sein Bruder William während der Schlacht von Bosworth auf dessen Seite und trugen damit entscheidend zur Niederlage Richards III. bei. Danach wurde Thomas Stanley mit dem Titel Earl of Derby belohnt und Margaret erhielt die Vormundschaft über Edward Stafford, 3. Duke of Buckingham, den Sohn ihres ehemaligen Verbündeten.
Das Parlament von 1485 erklärte sie zu „einer eigenständigen Person“ und gab ihr damit Verfügungsgewalt über ihr enormes Vermögen, zudem wurde ihr das Recht gewährt mit „Margaret R“ zu unterschreiben und sich “My Lady, the King’s Mother” zu nennen.
1486 erfüllte sich ein weiterer ihrer Pläne, als am 18. Januar ihr Sohn Heinrich VII. die Tochter Edwards IV., Elizabeth von York, heiratete, eine Verbindung, die die beiden rivalisierenden Adelshäuser York und Lancaster vereinigte. Im Jahr 1488 wurde Margaret von ihrem königlichen Sohn, der ihr zeitlebens sehr ergeben gewesen sein soll, als Lady in den Hosenbandorden aufgenommen. Im Anschluss daran zog Lady Margaret sich aus dem politischen Leben zurück und wandte sich dem häuslichen Leben zu. Besonderes Interesse widmete sie den genau festgelegten Abläufen von Geburt, Taufe und Kinderstube ihrer Enkelin. Sie schrieb genaue Anweisungen nieder, wie alle Räume eingerichtet zu sein hätten, wer bei den diversen Ereignissen anwesend sein müsse und wie die Kinderstube organisiert werden sollte.
Margaret war verantwortlich für die Verwaltung des ihrigen und des Vermögens ihres Mündels, des Duke of Buckingham, und es steht fest, dass sie diese Aufgabe sehr gewissenhaft erfüllt hat, denn als der Duke die Volljährigkeit erreichte, galt er als einer der reichsten Männer Englands. Sie machte außerdem großzügige Spenden an das Christ’s College der University of Cambridge und gründete das dortige St. John’s College.

## Bildung und Religion
Margaret wird als große und würdevolle Person beschrieben. Sie war sehr intelligent und belesen, sprach fließend Französisch und bereute ihr Leben lang, nicht mehr Latein gelernt zu haben. Sie war dafür bekannt, jeden Tag mehrere Stunden in Gebet und Meditation zu verbringen, vier oder mehr kniende Messen täglich zu hören und vor dem Schlafengehen eine Viertelstunde in der Kapelle zu verbringen. Sie hielt die Fastenregeln streng ein und beschränkte sich vor Ostern auf eine Fischmahlzeit pro Tag. Neben ihrem Sohn war ihr die Religion wichtigster Lebensinhalt.

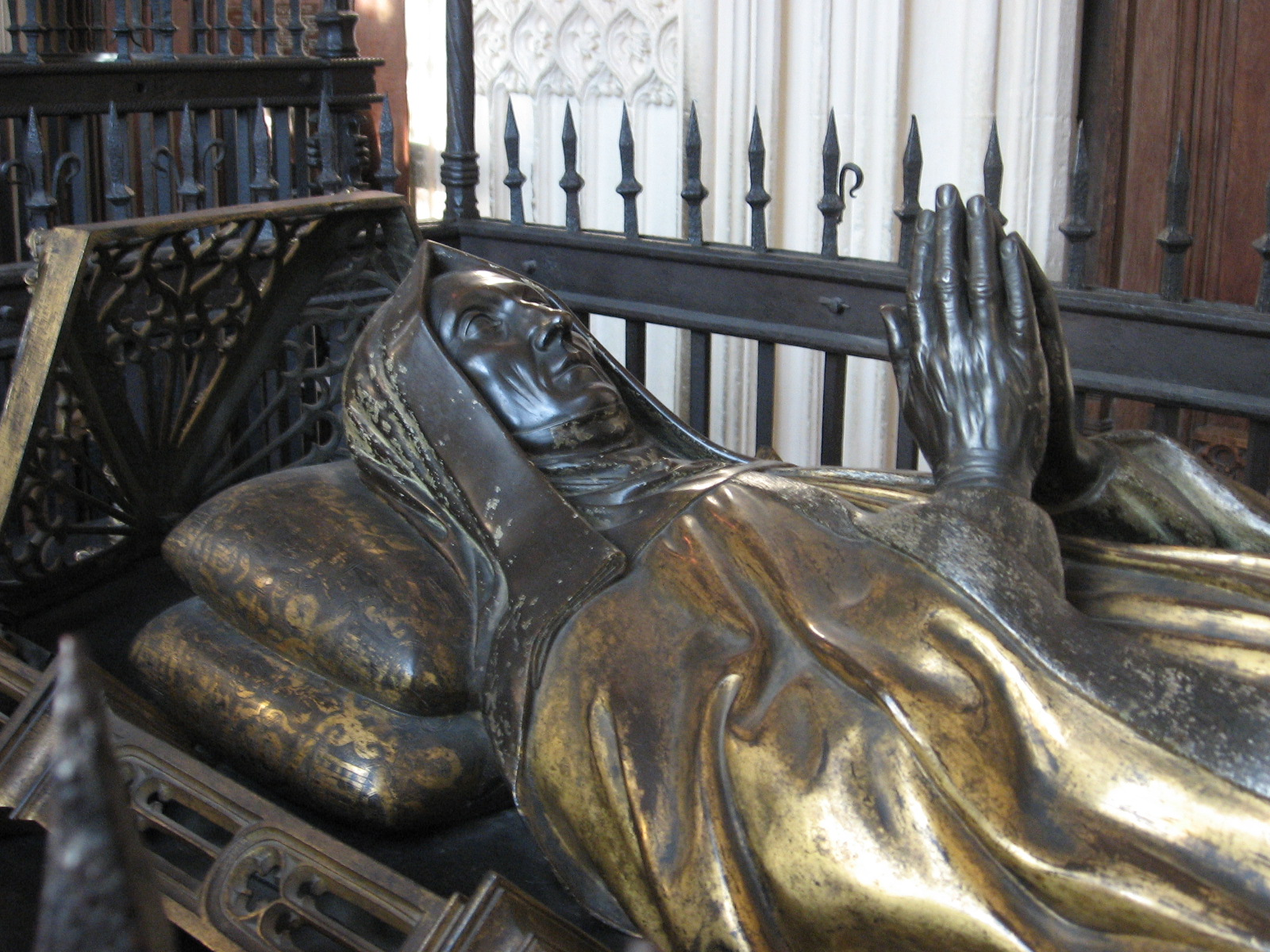
Bildnis Margaret Beauforts auf ihrem Grab in Westminster Abbey

## Tod
Nachdem im Februar 1503 Königin Elizabeth of York bei der Geburt ihres siebten Kindes starb, alterte Heinrich beträchtlich und seine Gesundheit verschlechterte sich rapide; er lebte noch sechs weitere Jahre, verschied jedoch im April 1509 im Alter von 52 Jahren. Seine Mutter Lady Margaret überlebte ihn nur kurze Zeit – sie kam im Juni desselben Jahres nach London, um bei der Krönung ihres Enkels Heinrichs VIII. anwesend zu sein, und wohnte im Haus des Abtes von Westminster. Dort, inmitten der Nachkrönungsfestivitäten, verstarb sie am 29. Juni 1509 im Alter von 66 Jahren und wurde neben ihrem Sohn und ihrer Schwiegertochter in der Kapelle Heinrichs VII. in der Westminster Abbey beigesetzt. Ihr Grab wurde von Meynnart Wewyck entworfen und von Pietro Torrigiano ausgeführt.

## Margaret Beaufort in der Literatur
Margaret Beaufort taucht in Philippa Gregorys Roman The Constant Princess (deutscher Titel: Die ewige Prinzessin) auf. Hier ist sie eine herrschsüchtige alte Dame, die mit ihren rigiden Vorschriften das junge Ehepaar Arthur Tudor und Katharina von Aragón voneinander getrennt hält, da die beiden ihrer Meinung nach noch zu jung sind, um den ehelichen Beischlaf zu vollziehen. In Philippa Gregorys neustem Roman The Red Queen wird eine fiktionalisierte Version von Margaret Beauforts Lebensgeschichte bis zum Sieg ihres Sohnes Heinrich VII. über Richard III. erzählt. Eine wichtige und durchgehende Rolle nimmt sie auch in Rebecca Gablés Roman Das Spiel der Könige ein, welcher sich mit der Zeit der Rosenkriege beschäftigt.